# Giải Cánh diều 2021
Giải Cánh diều 2021 là lễ trao giải lần thứ 29 Hội Điện ảnh Việt Nam và cũng là lần thứ 20 kể từ khi giải thưởng chính thức có tên là Cánh diều. Lễ trao giải đã vinh danh những tác phẩm điện ảnh, truyền hình Việt Nam xuất sắc nhất năm 2021.
Do ảnh hưởng kéo dài đại dịch COVID-19, Hội Điện ảnh đã không thể tổ chức lễ trao giải Cánh diều 2020 cho đến tháng 12 năm 2021. Việc này đã ảnh hưởng đến thời gian tổ chức lễ trao giải Cánh diều 2021 phải dời sang giữa năm 2022 thay vì tháng 3 như mọi năm.
Trong năm 2021 đã có tổng cộng 147 bộ phim tham dự bao gồm: 12 phim truyện dài, 14 phim truyền hình dài tập, 45 phim tài liệu, 10 phim khoa học, 28 phim hoạt hình, 35 phim ngắn và 3 bộ phim nghiên cứu.
Ở hạng mục phim điện ảnh, Đêm tối rực rỡ! đã giành lấy giải Cánh diều vàng, đồng thời cũng là bộ phim giành lấy nhiều giải thưởng nhất với 5 hạng mục cùng với Bình minh đỏ. Trong khi đó, 11 tháng 5 ngày và Thương ngày nắng về cũng đã giành lấy giải Cánh diều vàng cho hạng mục phim truyền hình.

## Danh sách thắng giải
Các cá nhân, tập thể thắng giải được in đậm:
| 1 | Chỉ phim đoạt Cánh diều vàng |
| 2 | Chỉ phim đoạt Cánh diều bạc  |
| 3 | Chỉ phim nhận bằng khen      |

### Phim điện ảnh
| Phim truyện xuất sắc | |
| - Đêm tối rực rỡ! - Maika: Cô bé đến từ hành tinh khác - Bình minh đỏ - Bẫy ngọt ngào - Phượng cháy - Rừng thế mạng - Chìa khóa trăm tỷ - Nhà không bán - Nghề siêu dễ - Người lắng nghe: Lời thì thầm - Cơn giông - Lật mặt: 48h | |
| Đạo diễn xuất sắc | Biên kịch xuất sắc |
| - Nguyễn Thanh Vân, Trần Chí Thành – Bình minh đỏ | - Lý Nguyễn Nhã Uyên – Đêm tối rực rỡ! |
| Nam diễn viên chính xuất sắc | Nữ diễn viên chính xuất sắc |
| - Lại Trường Phú – vai Hùng, Maika: Cô bé đến từ hành tinh khác - Quốc Trường – vai Đăng Minh, Bẫy ngọt ngào - Kiều Minh Tuấn – vai Phan Thạch, Chìa khóa trăm tỷ                                                                 | - Lý Nguyễn Nhã Uyên – vai Xuân Thanh, Đêm tối rực rỡ! - Chu Diệp Anh – vai Maika, Maika: Cô bé đến từ hành tinh khác - Thu Trang – vai Mai Mai, Chìa khóa trăm tỷ |
| Nam diễn viên phụ xuất sắc | Nữ diễn viên phụ xuất sắc |
| - Xuân Trang – vai Kim Hoàng, Đêm tối rực rỡ! | - Bảo Hân – vai Sa, Bình minh đỏ |
| Âm thanh xuất sắc | Âm nhạc xuất sắc |
| - Hoàng Thu Thủy, Nguyễn Đình Cảnh – Bình minh đỏ | - Đặng Hữu Phúc – Đêm tối rực rỡ! |
| Thiết kế mĩ thuật xuất sắc | Quay phim xuất sắc |
| - Nguyễn Nguyên Vũ – Bình minh đỏ | - Nguyễn Khắc Nhật, Dominic Pereira – Đêm tối rực rỡ! |
| Diễn viên triển vọng | |
| - Phạm Quỳnh Anh – vai Châu, Bình minh đỏ | |

Phim nhận được nhiều hạng mục nhất:
| Đoạt giải | Phim            |
| --------- | --------------- |
| 5         | Đêm tối rực rỡ! |
| 5         | Bình minh đỏ    |

### Phim truyền hình
| Phim truyền hình xuất sắc | |
| - 11 tháng 5 ngày (VTV) - Thương ngày nắng về (VTV) - Cây táo nở hoa (HTV) - Hương vị tình thân (VTV) - Mẹ trùm (HTV) - Phố trong làng (VTV) - Bão ngầm (VTV) - Mùa hoa tìm lại (VTV) - Hãy nói lời yêu (VTV) - Mặt nạ gương (VTV) - Ngày mai bình yên (VTV) - Thương con cá rô đồng (VTV) - Cây nước mắt (HTV) | |
| Đạo diễn xuất sắc | Biên kịch xuất sắc |
| - Bùi Tiến Huy – Thương ngày nắng về | - Đặng Diệu Hương, Lê Thu Thủy, Nguyễn Trung Dũng – Phố trong làng                                                         |
| Nam diễn viên chính xuất sắc | Nữ diễn viên chính xuất sắc                                                                                                |
| - Thanh Sơn – vai Hải Đăng, 11 tháng 5 ngày - Đình Tú – vai Hoàng Duy, Thương ngày nắng về - Hà Việt Dũng – vai Đào Hải Triều, Bão ngầm | - Khả Ngân – vai Tuệ Nhi, 11 tháng 5 ngày - Thanh Quý – vai bà Nga, Thương ngày nắng về - Ngân Quỳnh – vai bà Cẩm, Mẹ trùm |
| Nam diễn viên phụ xuất sắc | Nữ diễn viên phụ xuất sắc                                                                                                  |
| - Võ Hoài Nam – vai ông Sinh, Hương vị tình thân | - Hương Giang – vai Tuyết, Mùa hoa tìm lại                                                                                 |
| Quay phim xuất sắc | |
| - Vũ Trung Kiên – Hãy nói lời yêu, Mặt nạ gương | |

Phim nhận được nhiều hạng mục nhất:
| Đoạt giải | Phim                |
| --------- | ------------------- |
| 3         | 11 tháng 5 ngày     |
| 2         | Thương ngày nắng về |

### Phim hoạt hình
| Phim xuất sắc                                                                  |                                                                       |
| - Bà của Đỗ Đỏ - Sương mù - Nữ tướng Mê Linh - Đi tìm Bác Sĩ - Trái tim của mẹ |                                                                       |
| Đạo diễn xuất sắc                                                              | Họa sĩ chính xuất sắc                                                 |
| - Phạm Hồng Sơn – Sương mù                                                     | - Nguyễn Thị Hồng Linh – Bà của Đỗ Đỏ - Lê Bình – Bí mật của khu vườn |

Phim nhận được nhiều hạng mục nhất:
| Đoạt giải | Phim         |
| --------- | ------------ |
| 2         | Bà của Đỗ Đỏ |

### Phim tài liệu
| Phim xuất sắc |                                       |
| - Hai bàn tay - Không sợ hãi - Con đường đã chọn - Ngày con chào đời - Về đâu những cánh chim trời - Bốn mùa trong rừng thẳm |                                       |
| Đạo diễn xuất sắc | Quay phim xuất sắc                    |
| - Đặng Thị Linh – Hai bàn tay                                                                                                | - Kiều Viết Phong – Ngày con chào đời |

Phim nhận được nhiều hạng mục nhất:
| Đoạt giải | Phim        |
| --------- | ----------- |
| 2         | Hai bàn tay |

### Phim khoa học[9]
| Phim xuất sắc |                                                                                 |
| - Ghép tạng: Biến điều không thể thành có thể (đạo diễn Nguyễn Hồng Việt) - Sự cân bằng hoàn hảo của đôi cánh (đạo diễn Nguyễn Tài Văn) - Rác chìm (đạo diễn NSƯT Vũ Hoài Nam) - Ngàn năm Sênh Phách (đạo diễn NSND Việt Hương - Đất ô nhiễm(đạo diễn Nguyễn Thu) |                                                                                 |
| Đạo diễn xuất sắc | Quay phim xuất sắc                                                              |
| - Nguyễn Tài Văn - Sự cân bằng hoàn hảo của đôi cánh | - Chu Văn Vui - Nguyễn Tài Vũ - Lê Công Anh – Sự cân bằng hoàn hảo của đôi cánh |

Phim nhận được nhiều hạng mục nhất:
| Đoạt giải | Phim                              |
| --------- | --------------------------------- |
| 3         | Sự cân bằng hoàn hảo của đôi cánh |

### Phim ngắn
| Phim - Đạo diễn | Chú thích |
| --- | --------- |
| - Thành phố thẳng đứng - Nguyễn Thị Bích Ngọc - Người hộ tang - Đỗ Quốc Trung - Nỗi đau đẹp nhất - Lưu Hân - Lên tầng - Nguyễn Tiến Thành - Nhìn! - Phan Thị Mỹ Thắm và Trần Trí Tín | [ 10 ]    |
| Xem thêm: Giải Cánh diều cho phim ngắn |           |